# 探險者11號
探險者11號（Explorer 11）是一顆美國太空總署衛星，搭載了第一台伽馬射線太空望遠鏡，標誌著太空伽馬射線天文學的開始。
1961年4月27日，探險者11號由朱諾2號運載火箭發射，直到1961年11月17日才返回數據，因為電源問題終止了科學任務。在探險者11號的七個月使用壽命內，偵測到了二十二次伽馬射線事件和大約22,000次宇宙輻射事件。